# Юнган (река в Швеция)
Юнган (на шведски: Ljungan) е река в централната част на Швеция (провинции Йемтланд и Вестернорланд), вливаща се в Ботническия залив на Балтийско море. Дължина 399 km, площ на водосборния басейн 12 851 km².

## Географска характеристика
Река Юнган води началото си от малкото езеро Юнгсьорна, разположено на 935 m н.в., на северното подножие на масива Хелагсфелет, в южната част на Скандинавските планини. В горното и средно течение има югоизточно направление и тече в дълбока и зелесена долина, като преминава през няколко проточни езера (Стуршон, Ланашон, Хаверн, Холмшон и др.) и образува множество бързеи, прагове и 45 малки водопада. В долното течение посоката ѝ става източна и тече по хълмиста приморска равнина. Влива се в западната част на Ботническия залив на Балтийско море, при град Сватвик (лен Вестелнорланд).
Водосборният басейн на река Юнган обхваща площ от 12 851 km². Речната ѝ мрежа е едностранно развита, с повече, по-дълги и по-пълноводни леви притоци. На север и юг водосборният басейн на Юнган граничи с водосборните басейни на реките Индалселвен, Своган, Юснан и други по-малки, вливащи се в Ботническия залив на Балтийско море. Основни притоци: Арон и Иймон (леви).
Юнган има предимно снежно подхранване с ясно изразено пролетно-лятно пълноводие (май и юни) и зимно маловодие Среден годишен отток в устието 137,6 m³/s. През зимата замръзва за период от 4 – 5 месеца.

## Стопанско значение, селища
В средното и долното течение на реката е изградена каскада от 14 ВЕЦ (Тронгфорсен, Ретан, Торпсхамар и др.) с обща годишна мощност над 400 Мвт. Част от водите ѝ се използват за битово и промишлено водоснабдяване и воден туризъм. Най-големите селища разположени по течението ѝ са градовете: Онге, Матфорш, Квислебю.